# Анджело Челлі
Анджело Челлі (італ. Angelo Celli; 25 березня 1857, Кальї, Пезаро-е-Урбіно, Італія — 2 листопада 1914, Монца, провінція Монца і Бріанца, Королівство Італія) — італійський паразитолог, політик.

## Біографія
Закінчив навчання медицині в 1878 році в Римському університеті «La Sapienza», де зрештою став професором гігієни.

### Дослідження збудника малярії та самої хвороби
У 1880 році з Етторе Маркіафава він вивчав нового представника найпростіших, якого виявив Шарль Луї Альфонс Лаверан. Вони назвали його плазмодієм, що згодою виявився етіологічним фактором — збудником малярії. Протягом багатьох років він вивчав разом із колегами Етторе Маркіафавою, Аміко Бігнамі та Джузеппе Бастіанеллі біологію плазмодіїв та патогенез малярії. Челлі відомий, особливо в Римі, своєю надзвичайною і неабиякою діяльністю гігієніста, соціолога і депутата. Обраний депутатом Палати депутатів Королівства Італії в 1892 році, він обіймав депутатську посаду протягом двадцяти років (XVIII—XXIII скликання), просуваючи, зокрема, звід законів проти малярії.
Завдяки його законодавчій ініціативі уникнено зловживань спекулянтів через заснування державної компанії «Хінін» та надання право продажу антималярійних препаратів тютюновим магазинам та тим, що торгували сіллю. Придбати дорогоцінні ліки стало легшим навіть у самих відсталих районах. У той же час, визначаючи «малярійну зону», в районах було введено право бідних та робітників на безкоштовне профілактичне та лікувальне призначення хініну.
Челлі також розумів, що неграмотність населення призводить до фаталістичного прийняття малярії. Не випадково він сприяв створенню національного органу «Школи для селян Агро Романо та Понтійських боліт». У боротьбі з малярією та неграмотністю в римській сільській місцевості його постійно підтримували та допомагала його дружина Анна Франентцель Челлі, яка була медичною сестрою. Робота Челлі в боротьбі проти малярії була прикладом для інших країн, зокрема таких як Аргентина та Греція.

### Політична діяльність
Челлі також пам'ятають своєю прихильністю довести до відома тодішнього уряду Джованні Джолітті тернисту історію відсталості свого рідного регіону, Марке. Він з часом залучав для цього більшість своїх колег по парламенту, навіть різних політичних поглядів, був головною особою політичного поєдинку з прем'єр-міністром Джолітті, і перш за все виступав проти його політичних дій, в яких прем'єр-міністр прагнув часто уникати обтяжливих зобов'язань.

### Визнання в науці
Наукова діяльність його як гігієніста була означена присудженням ступеня почесного доктора університетів Афін та Абердина, Королівського інституту громадського здоров'я в Лондоні. Інститут тропічної медицини в Ліверпулі нагородив Челлі золотою медаллю Мері Кінгслі.
Він похований у Фраскаті поруч із лікарнею, де знаходиться його бюст, і вулицею, яка носить його ім'я. Йому поставлені бюсти в інших регіонах країни на честь його депутатської діяльності в сільській місцевості, яка сприяла ліквідації неграмотності бідних верств населення.
Архів Челлі зберігається на факультеті експериментальної медицини та патології Римського університету ла Сапіенца, але деякі листи та документи, що свідчать про його постійну діяльність в галузі охорони здоров'я та його пристрасть як науковця та викладача гігієни зберігаються в бібліотеці Музею Галілея.

## Науковий доробок
- Il primo anno di vita della stazione antirabbica di Palermo, Roma, 1888;
- Etiologia della dissenteria (Roma 1896);
- Il monopolio del chinino in Italia, Torino, 1896;
- La malaria dei bovini nella campagna romana, Roma, 1897;
- Die malaria: nach den neusten forschungen / von Angelo Celli; ubersetzt von Fritz Kerschbaumer Berlin ; Wien, 1900 (нім.);
- La malaria secondo le nuove ricerche (Roma 1900);
- Epidemiologia generale e speciale (Roma 1901);
- Stato palustre ed anofelico (paludismo) senza malaria, Roma, 1902;
- Per la lotta contro la malaria (Roma 1902);
- Manuale dell'igienista as uso di ufficiali sanitari, medici circondariali e provinciali, ingegneri, chimici e veterinari igienisti, uffici e labiratori d'igiene (Roma 1911);
- Storia della malaria nell'Agro romano (Città di Castello 1925);
- Die malaria in ihrer bedeutung fur die Geschichte Roms und der Romischen Campagna / eine kulturhistorische Studie von Angelo Celli; Herausgegeben von Anna Celli-Fraentzel; mit einem Geleitwort von Henry E. Sigerist Leipzig, 1929. (нім.)